# Siliceno

Modelo demonstrando uma única camada de siliceno

O siliceno é uma estrutura composta unicamente por átomos de silício. Ele não é plano como o grafeno, apresentando uma estrutura cheia de altos e baixos. A aparência da estrutura do siliceno se assemelha à uma tela de galinheiro, onde cada "nó" da tela é um átomo de silício. O silício, que é a base de toda a eletrônica, é um semicondutor, o que significa que ele pode conduzir eletricidade ou bloquear sua passagem. A vantagem de se utilizar o siliceno é o fato de ser naturalmente semicondutor como o silício, mas ultrafino como o grafeno.

## Características

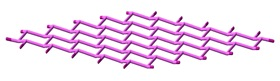
Estrutura de um grupo típico de siliceno

Formado por uma única camada atômica de átomos de silício, o siliceno, uma espécie de "grafeno de silício", traz consigo a promessa de uma nova onda de miniaturização e equipamentos eletrônicos mais rápidos e com menor consumo de energia. 
Teoricamente, esse novo material deverá ter propriedades equivalentes às do grafeno. Mas sua grande vantagem é que ele é totalmente compatível com o restante da eletrônica, já que é essencialmente o mesmo material já usado atualmente pelo mercado, facilitando o processo de integração.
Contudo, apesar de suas excepcionais propriedades elétricas e eletrônicas, trabalhar com o siliceno é muito difícil porque, ao contrário do grafeno, que é plano, a camada monoatômica de silício tem "relevo", com os átomos de silício permanecendo sob tensão. Isto explica porque pouco progresso foi feito na área desde que o siliceno foi isolado em 2012.
O siliceno não é plano como o grafeno, apresentando uma estrutura cheia de altos e baixos.
No siliceno os átomos de silício não ficam alinhados verticalmente, o que gera uma tensão no material assim que ele é depositado sobre outro.

## Usos
O siliceno poderá aumentar a velocidade e diminuir o gasto de energia das futuras gerações de chips de computador, caso as previsões sejam confirmadas por experimentos que estão em andamento em vários laboratórios ao redor do mundo.
O crucial, contudo, é que o siliceno é um semicondutor por natureza, o que o coloca como um material capaz de substituir o silício de forma direta.
O novo material até já foi usado para fazer alguns transistores experimentais para demonstração de seu potencial.
O silício, que é a base de toda a eletrônica, é um semicondutor, o que significa que ele pode conduzir eletricidade ou bloquear sua passagem. É justamente esta capacidade de comutação entre condutor e não-condutor que possibilita seu uso para construir os transistores que manipulam a lógica binária.